# لوثر الثالث
لوثير الثالث من سوبلينبرغ (بالألمانية: Lothar III.)‏ (9 يونيو 1075 أونترلوس - 4 ديسمبر 1137) كان دوق ساكسونيا (1106) وملك ألمانيا (1125) والإمبراطور الروماني المقدس 1133-1137. نجل الكونت جبهارد من سوبلينبرغ، كان حكمه مضطربًا بسبب التدخل المتكرر لفريدريك الأول دوق سوابيا وكونراد من فرنكونيا. مات حين عودته من حملة ناجحة ضد النورمان في جنوب إيطاليا.

## صعوده إلى السلطة
في عام 1013، ذُكر اسم أحد النبلاء السكسونيين، ليوتجر، باعتباره كونتًا في أو من فرع هارتسغاو في إيستفاليا. ربما استحوذ حفيده الكونت جبهارد، والد الإمبراطور لوثير، على قلعة سوبلينجبورج نحو عام 1060 عن طريق زواجه من هيدفيج، ابنة الكونت البافاري فريدريك من فورمباخ وزوجته جيرترود، وهي نفسها من نسل مارغريف الساكسوني ديتريش من هالدنسليبن الذي تزوج من دوق بيلونج أوردولف من ساكسونيا بعد وفاة الكونت فريدريك.
لا يُعرف سوى القليل عن لوثير خلال شبابه. ظهر اسمه لأول مرة في السجلات المعاصرة في عام 1088. انضم والده جبهارد من سوبلينجبورج إلى التمرد السكسوني ضد سلالة ساليان الحاكمة وتوفي في 9 يونيو 1075 في معركة لانجينسالزا، حيث قاتل القوات الموالية للإمبراطور هنري الرابع. بعد وفاة جبهارد بفترة وجيزة، وُلِد لوثر في أونترلوس. في عام 1107، تزوج من ريتشينزا، ابنة الكونت هنري من نورثهايم وجيرترود من برونزويك، وريثة آل بروناون.
أدت صفقات شراء الأراضي التي عقدها لوثر والميراث وتحالفات الزواج بين النبلاء الساكسونيين، إلى الاستحواذ على ممتلكات آل بيلونج وكونتات نورثهايم. كما جعله زواجه من ريتشينزا من برونونيد على وجه الخصوص أغنى نبيل بين زملائه الساكسونيين. دعم الإمبراطور المستقبلي هنري الخامس أثناء تمرده عام 1104 ضد والده هنري الرابع، وحملة نزع التمكين التي تلت ذلك، والتي بلغت ذروتها بتنازل الإمبراطور عن العرش في 31 ديسمبر 1105، وتتويج ابنه بعد بضعة أيام. كوفئ لوثر بولائه بإقطاعية ولقب وممتلكات دوقية ساكسونيا عند وفاة دوق ماغنوس من بيلونغ، الذي توفي دون وريث في عام 1106. نتيحة هذه الترقية وغضبه من حكم الملك المستبد، مثل فرض ضريبة جديدة على أمراء الدوق، انضم الدوق لوثر إلى حزب المعارضة المتنامي لهنري. تصرف بشكل مستقل من خلال منح الكونت أدولف من شاونبورغ كونتية هولشتاين التي تم إنشاؤها حديثًا في عام 1111. عُزل لوثر مؤقتًا في عام 1112، عندما نقل هنري لقب الدوق إلى أوتو من بالينشتيدت، وسرعان ما أعيد تعيينه عندما تدهورت سمعة الكونت أوتو واستسلامه تكتيكيًا لهنري الخامس. مع ذلك، في عام 1115، تولى قيادة القوات السكسونية المتمردة وهزم الإمبراطور في معركة ويلفشولتز. فقد هنري السيطرة تمامًا على إدارة وإيرادات ساكسونيا. عندما منح هنري الخامس في عام 1123 الكونت ويبريشت من جرويتزش مارغريفية مايسن، فرض لوثر تعيين كونراد من ويتين وتنازل عن منطقة لوساتيا إلى الكونت ألبرت الدب.

## حكمه
عند وفاة الإمبراطور هنري الخامس في عام 1125، استدعى رئيس المستشارين أدالبرت الجمعية الانتخابية الملكية في ماينز. في 24 أغسطس، رفض الناخبون ترشيح المنافس الرئيسي دوق فريدريك من هوهنشتاوفن، الذي دمر فرصته بسبب ثقته المفرطة ورفضه قبول الانتخابات الأميرية الحرة. اعتبر أدالبرت من ماينز أن لوثر مرشح مناسب. على الرغم من أنه كان الأمير الإقليمي الأكثر قوة في ساكسونيا، فقد كان كبيرًا في السن (أكثر من خمسين عامًا بقليل) ولم يكن لديه وريث ذكر، وبالتالي لم يحقق المتطلبات الأساسية المثالية لسلسلة طويلة من الملوك. انتُخب ملكًا لألمانيا وأكد نفسه ضد ليوبولد الثالث ملك النمسا وشارل الصالح. كان انتخابه ملحوظًا لأنه كان يمثل انحرافًا عن مفهوم الخلافة الوراثية حيث فضل الناخبون حاكمًا يتمتع بسلطات معتدلة بعد عصر ساليان القمعي. على الرغم من سذاجته إلى حد ما بما يتعلق بصراع القوة المعقد بين البابوية والإمبراطورية، فقد وافق لوثر أيضًا على العديد من الأفعال الرمزية التي فسرتها الكوريا الرومانية فيما بعد على أنها إشارة إلى قبول تأكيد البابوية على منصبه.